# La Benâte
La Benâte foi uma comuna francesa na região administrativa da Nova Aquitânia, no departamento de Charente-Maritime. Estendia-se por uma área de 11,07 km². Em 2010 a comuna tinha 418 habitantes (densidade: 37,8 hab./km²).
Em 1 de janeiro de 2016, passou a formar parte da nova comuna de Essouvert.